# Eric van Dijsseldonk
Eric van Dijsseldonk is een Nederlandse singer-songwriter en gitarist, zelf noemt hij zich liever een gitarist die zijn eigen liedjes zingt. Hij groeide op in Eindhoven, de stad die hij bezong in zijn single "Eindhoven" uit 2006. Naast zijn solo-carrière heeft hij met veel artiesten samengewerkt, zowel op het podium als in de studio.

## Carrière
Samen met Gabriel Peeters richtte hij in Eindhoven de groep "Smalltown Romeos" op, die in 1997 debuteerde met de single "Love to You Know", gevolgd in 2000 door een eponiem  album en in 2002 met het album Superfiction. Ondanks lovende recensies bleef commercieel succes uit en in 2004 viel de band uit elkaar. Van Dijsseldonk vervolgde met een solo-carrière en bracht twee Nederlandstalige albums uit, 33 1/3 in 2004 en Bijna lente in 2006. 
Met streekgenoten Eric Devries, Little Louis (Louis van Empel) en snarenwonder BJ Baartmans vormde van Dijsseldonk in 2005 de band Songwriters United, die in dat jaar een DVD met een concertregistratie in het Noord-Limburgse rock-café Cambrinus uitbrachten. In 2007 volgde een album Another Round With....
In 2010 volgde weer een Nederlandstalig album In mijn eigen koninkrijk. In 2014 werkte hij mee als lid van de Vipertones op het album Bodyquake van Laura Vane & The Vipertones.
Onder de naam Spanjers, Dijsseldonk & Planteijdt maakte hij in 2015 samen met Roel Spanjers en Wouter Planteijdt een mini-album met op de muziek van The Band geïnspireerde americana-muziek.
Van 2016 tot 2023 vormde hij een trio met Liseth Horsten en Lucas Beukers.
In 2021 tourde van Dijsseldonk door Nederland in de begeleidingsgroep van Malford Milligan, die vanaf 2015 al met Roel Spanjers door Nederland tourde. In 2021 tourde Milligan weer door Nederland, nu met Spanjers, van Dijsseldonk en Jack Hustinx onder de naam The Southern Aces.

## Discografie

### Albums
- 2004 - 33 1/3
- 2006 - Bijna lente
- 2010 - In mijn eigen koninkrijk

### Singles & ep's
- 2006 - single - Eindhoven
- 2007 - single - Weer geprobeerd
- 2018 - ep - 45

### Met Smalltown Romeos
- 1997 - single - Love to You Know
- 2000 - album - Smalltown Romeos
- 2002 - album - Superfiction

### Met Songwriters United
- 2007 - album - Another Round With...
- 2007 - single - Road to Nowhere

### Met Spanjers, Dijsseldonk & Planteijdt
- 2015 - minialbum - Spanjers, Dijsseldonk & Planteijdt

- International Standard Name Identifier: 0000 0003 9714 8767
- MusicBrainz: 60772c05-d16b-4565-a9a5-2c9af37c2897
- Nederlandse Thesaurus van Auteursnamen: 304644463
- Virtual International Authority File: 292266612